# Бердюжье (озеро)
Бердюжье — пресное озеро на юге Западно-Сибирской равнины на Ишимской возвышенности. Административно относится к Бердюжскому району Тюменской области России. Площадь поверхности озера составляет 4 км².
Озеро расположено на высоте 129 м над уровнем моря. На юго-западном берегу озера расположена деревня Окунево. На северном берегу озера находится увал Крутой, отделяющий от озера болото Лабза и озеро Крутое. В озере встречаются осыхающие камни.